# New River Gorge Bridge

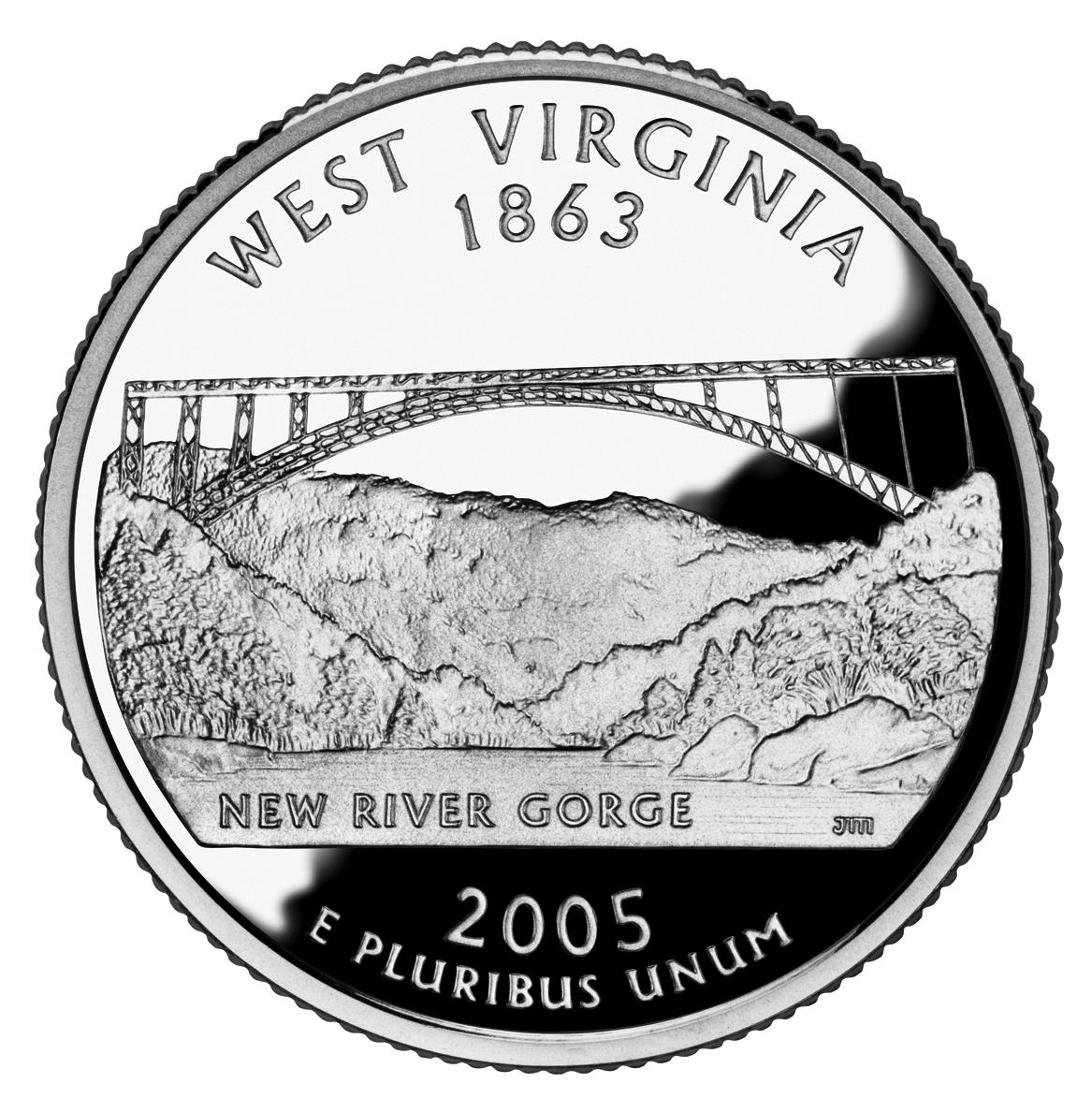
Die Brücke auf dem State Quarter

Die New River Gorge Bridge ist eine Stahlbogenbrücke über den New River in der Nähe von Fayetteville in West Virginia. Mit einer Bogenspannweite von 518 Metern war sie von ihrer Fertigstellung 1977 bis zur Fertigstellung der Beipanjiang-Eisenbahnbrücke im Jahr 2001 die größte Bogenbrücke der Welt. Mit 267 Metern über Grund ist sie nach der 2010 fertiggestellten Mike O’Callaghan-Pat Tillman Memorial Bridge die zweithöchste Bogenbrücke der USA und allgemein die dritthöchste Brücke des Landes.

## Bau
Die Überquerung der Schlucht des New River, eines Nebenflusses des Ohio River, war sehr aufwändig, am Grund der Schlucht führte eine einfache Stahlfachwerkbrücke über den Fluss, die Abfahrt ins Tal erfolgte über kurvenreiche Bergstraßen und war sehr zeitraubend. Im Rahmen des Ausbaus des U.S. Highway 19 wurde Anfang der siebziger Jahre beschlossen, eine Brücke über die gesamte Breite des Tals zu bauen. Im Juni 1974 erfolgten die ersten Bauschritte, mittels eines über der Schlucht verlaufenden Kabelkrans wurden die ersten Stahlteile des Bogens montiert. Am 22. Oktober 1977 wurde die Brücke fertiggestellt und dem Verkehr übergeben.

## Konstruktion
Die New River Gorge Bridge ist eine Stahlbogenbrücke aus korrosionsbeständigem Cortenstahl mit unter der Fahrbahn liegendem Bogen. Der in Fachwerkbauweise ausgeführte Bogen mit einem Gesamtgewicht von 9.555,377 Tonnen spannt sich 518 Meter weit über das Tal, die Gesamtlänge der Brücke beträgt 924 Meter. Insgesamt wurden in der Brücke 19.958 Tonnen Stahl und ebenso viel Beton verbaut. Über die 21 Meter breite Fahrbahn rollen pro Tag etwa 17.000 Fahrzeuge. Die Baukosten der Brücke betrugen 37 Millionen US-Dollar.

## Besonderheiten
Aufgrund ihrer Höhe ist die Brücke bei Base-Jumpern sehr beliebt. Am dritten Wochenende im Oktober findet der sogenannte „Bridge Day“ statt, bei dem die Brücke für den Autoverkehr gesperrt wird. Während des Bridge Days sind Fallschirmsprünge von der Brücke erlaubt, ebenso finden Abseilvorführungen statt. Nach einem Unfall 1993 wurden Bungee-Sprünge von der Brücke untersagt.
Bisher starben drei Base-Jumper beim Sprung von der Brücke, zuletzt Brian Lee Schubert am 21. Oktober 2006, als sein Fallschirm sich nicht öffnete.